# Крупово (Ровненская область)
Крупово (укр. Крупове) — село, входит в Мочулищенский сельский совет Дубровицкого района Ровненской области Украины.
Население по переписи 2001 года составляло 796 человек. Почтовый индекс — 34143. Телефонный код — 3658. Код КОАТУУ — 5621885402.

## Местный совет
34143, Ровненская обл., Дубровицкий р-н, с. Мочулище, ул. Центральная, 26.